# دوايت لوري (لاعب كرة قدم أمريكية)
دوايت لوري (بالإنجليزية: Dwight Lowery)‏ هو لاعب كرة قدم أمريكية أمريكي، ولد في 23 يناير 1986 في سانتا كروز في الولايات المتحدة.

## وصلات خارجية
- دوايت لوري على موقع مرجع كرة القدم المحترفة.كوم (الإنجليزية)